# This Is the Last Time
"This Is the Last Time" é uma canção da banda britânica de rock Keane, parte do álbum Hopes and Fears (2004). Escrita por todos os seus integrantes em colaboração com o produtor James Sanger, foi a segunda faixa do disco a receber lançamento como single.
Lançado como single pelo selo Fierce Panda em outubro de 2003, a canção só alcançou espaço nas paradas britânicas com seu relançamento em 2004, com a qual chegou a 18ª posição.

## Faixas
1. "This Is the Last Time" – 3:31
2. "Can't Stop Now" – 3:40
3. "Allemande" – 4:22